# Obergoms, Elveția
Obergoms este o comunitate politică în Districtul Goms, Cantonul Valais, Elveția. Comunitatea a luat naștere în ianuarie 2009 prin unirea comunelor Ulrichen, Obergesteln și Oberwald.

## Date geografice
Comuna Obergoms se află amplasată în regiunea superioară a văii Valois, sub ghețarul Rhone.
Obergoms este legată acum  de regiunile vecine prin calea ferată Matterhorn-Gotthard. Fiecare din cele trei foste comune din care a luat naștere Obergoms, au  câte o haltă, la calea ferată. In Oberwald are loc încărcarea autucamioanelor care spre Realp, traversează Tunelul de bază Furka. De lângă Obergoms pornesc trei trecători: Grimsel, Furka și Nufenen. Din Gletsch (Oberwald) pornește vara din anul 1991, un tren alpin pe linia de cale ferată de la Furka.